# Filmy patří lidu
Filmová řada DVD nazvaná Filmy patří lidu vychází od roku 2009 ve vydavatelství Levné knihy ve spolupráci s Národním filmovým archivem. Přináší ideologické filmy československé produkce z 50. let 20. století.
| Číslo     | Název                      | Režisér               | Rok  | Datum vydání | Poznámky |
| --------- | -------------------------- | --------------------- | ---- | ------------ | -------- |
| LK 1279-9 | Botostroj                  | K. M. Walló           | 1954 | 27. 7. 2009  |          |
| LK        | Rudá záře nad Kladnem      | Vladimír Vlček        | 1955 | 1. 12. 2009  |          |
| LK 1436-9 | Zítra se bude tančit všude | Vladimír Vlček        | 1952 | 10. 3. 2010  |          |
| LK 1539-9 | Únos                       | Ján Kadár, Elmar Klos | 1952 | 11. 6. 2010  |          |
| LK 1315-9 | Nevěra                     | K. M. Walló           | 1956 | 28. 7. 2010  |          |
| LK 1705-9 | Nástup                     | Otakar Vávra          | 1952 | 28. 2. 2011  |          |
| LK 1814-9 | Slovo dělá ženu            | Jaroslav Mach         | 1952 | 3. 5. 2011   |          |
| LK 1816-9 | Pan Habětín odchází        | Václav Gajer          | 1949 | 15. 6. 2011  |          |
| LK 1706-9 | Anna proletářka            | Karel Steklý          | 1952 | 24. 6. 2011  |          |
| LK 1815-9 | Přicházejí z tmy           | Václav Gajer          | 1953 | 5. 10. 2011  |          |
| LK        | Expres z Norimberka        | Vladimír Čech         | 1953 | 5. 10. 2010  |          |
| LK        | Pan Novák                  | Bořivoj Zeman         | 1949 | 24. 11. 2011 |          |